# Wöhrder Tor

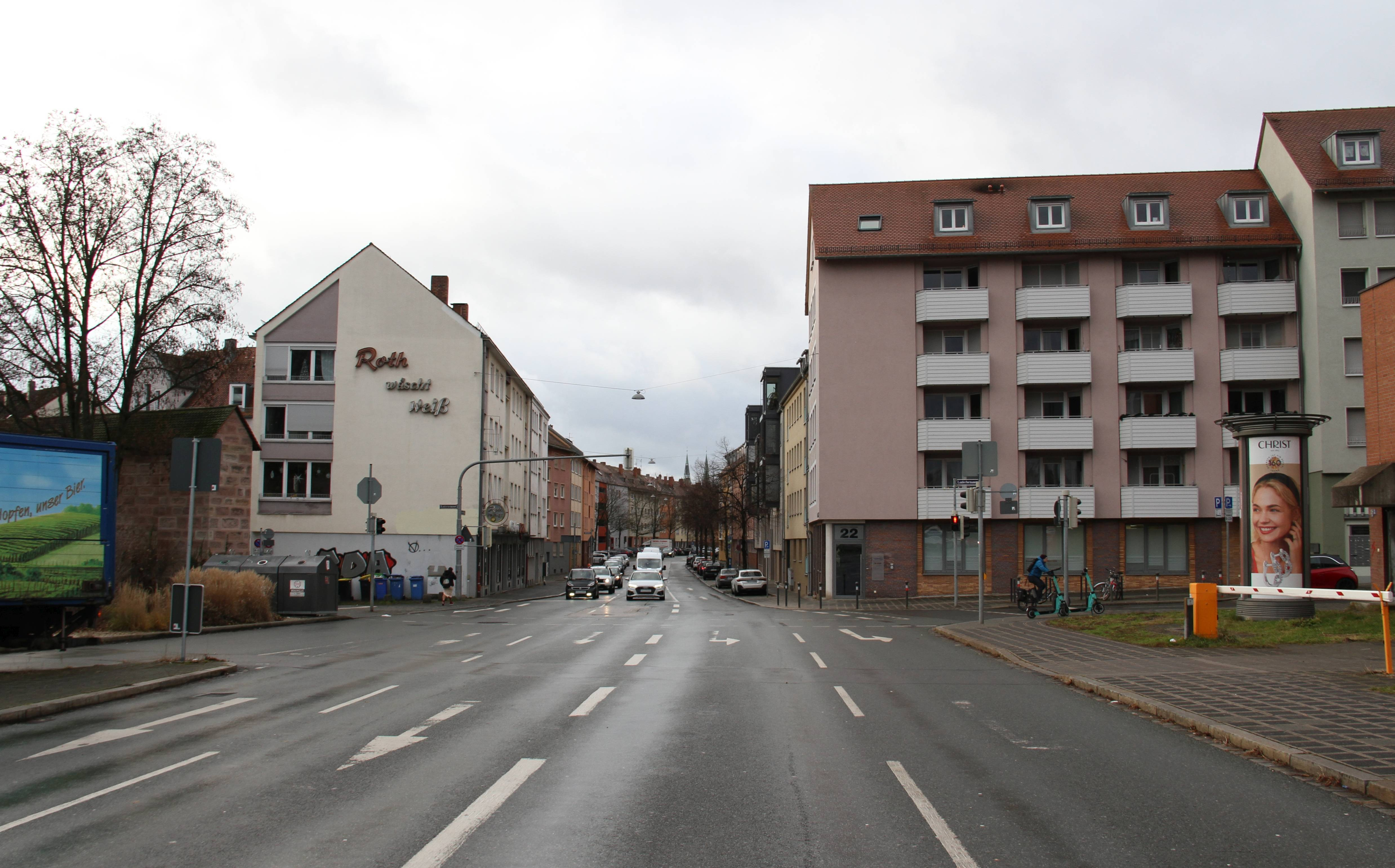
Das Wöhrder Tor, 2023

Das Wöhrder Tor war ein Tor durch die Nürnberger Stadtmauer. Heute bezeichnet der Begriff genaugenommen nur die Lücke in der Stadtmauer. Die Lücke ist einer der Hauptzugänge zur östlichen Nürnberger Altstadt.

## Geschichte

### Wöhrder Türlein
Nach anderen vorangegangenen Toren ist 1428 das Werdertürlein (auch schon Wöhrder Tor genannt) als Fußgängerzugang durch die Stadtmauer belegt und führte zu dem 300 m östlich gelegenen Vorort Wöhrd. Hier besaßen viele Nürnberger Bürger Grundbesitz und Nutzungsrechte. Zunächst ging der Weg durch einen Turm, später durch die Mauer.
Der Weg führte über eine Zugbrücke, in deren Mitte sich ein Maschinenhäuschen befand, von dem aus man gegebenenfalls den Holzsteg hochklappen konnte.

### Wöhrdertorbastei
Südlich befand sich die Wöhrdertorbastei. Sie entstand 1613 unter dem Ratsbaumeister Wolf Jacob Stromer. Die drei Ecken der Bastei zierten vom Steinmetz Hans Werner gefertigte Wappenschilde.

### Wöhrder Tor
Um eine bessere Verbindung zum wachsenden Wöhrd zu erhalten, wurden Türlein und Bastei 1871 abgerissen, die Wappenschilde wurden von der Bastei entfernt und an der Vestnertorbastei angebracht. Der Graben aufgeschüttet und ein breiter Straßenzugang, das heutige Wöhrder Tor, geschaffen. Die Straße zwischen Altstadt und Wöhrd heißt Innere-Cramer-Klett-Straße.

### Historische Abbildungen

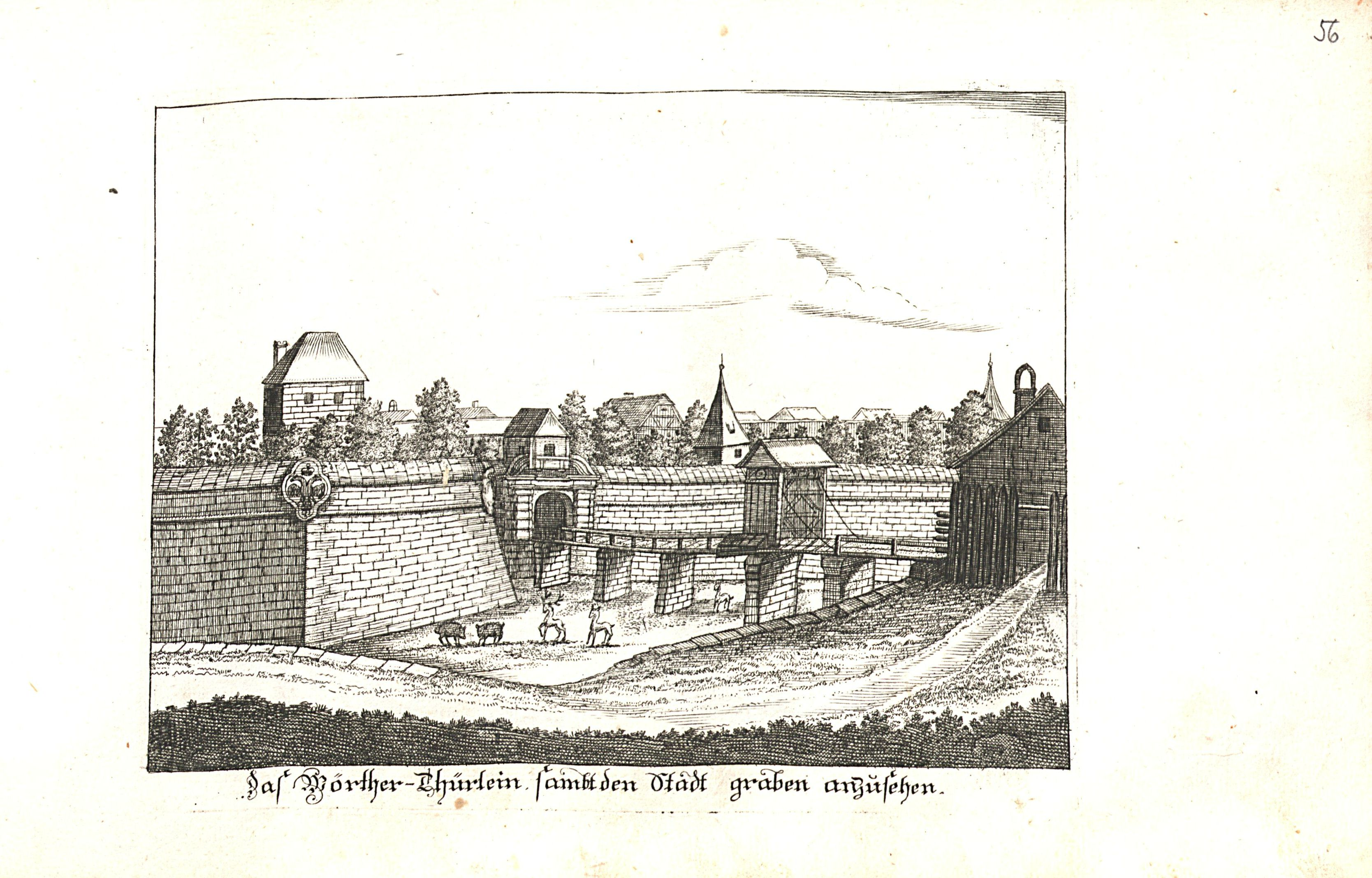
Wöhrder Türlein und Bastei mit Blick nach Nürnberg, 1709
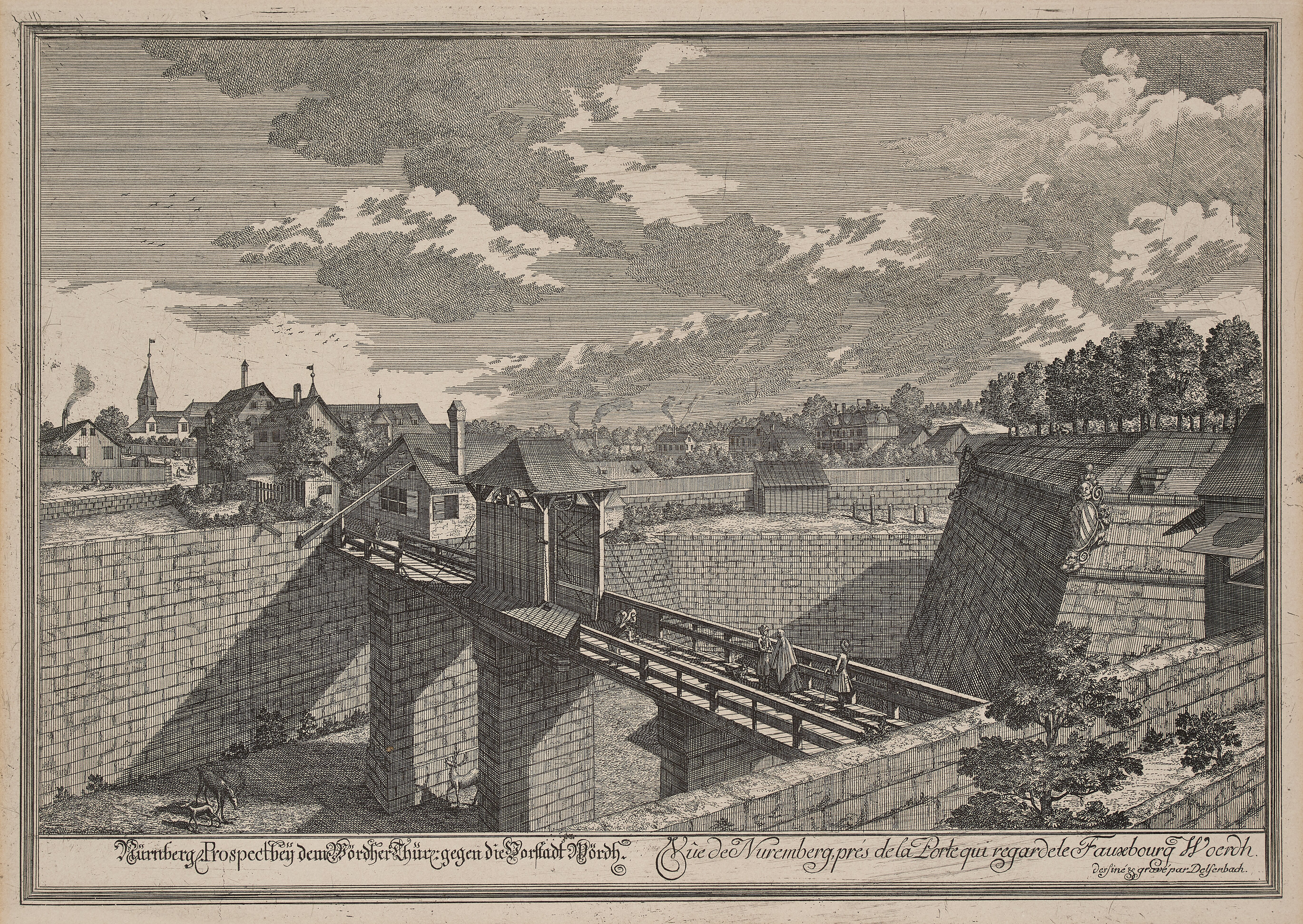
Die Brücke mit Blick nach Wöhrd; 18. Jahrhundert
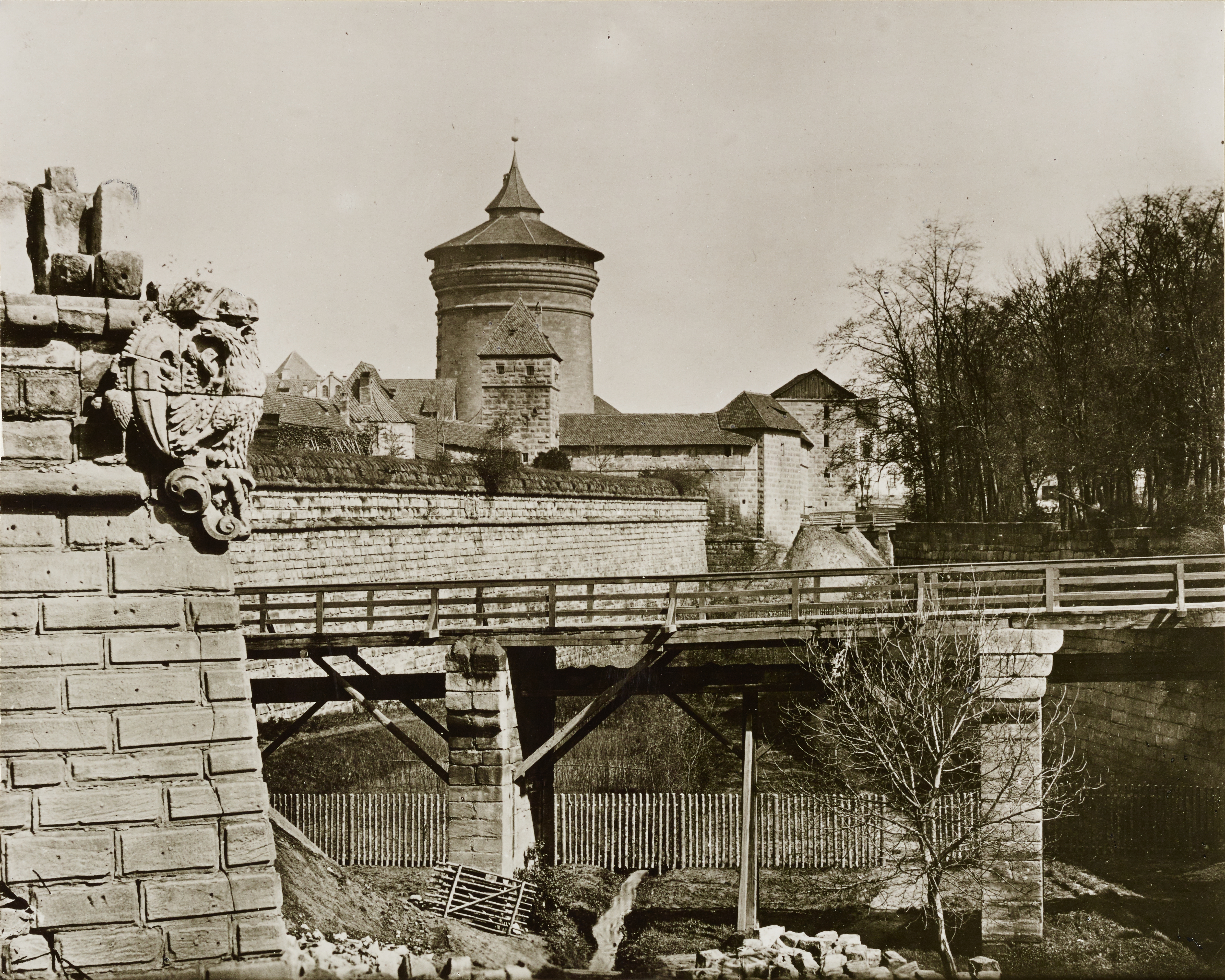
Fotografie der Bastei und Brücke. Im Hintergrund der Laufertorturm, etwa 1865